# 三田幸夫
三田 幸夫（みた ゆきお、1900年3月31日 - 1991年2月11日）は、大正から昭和にかけての登山家。神奈川県横浜市出身。「山のガキ大将」という異名があった。
慶應義塾大学経済学部在籍中は山岳部に属し、槇有恒の指導の下、大島亮介と共に中心的なメンバーとなった。1923年1月、立山（雄山）へ槇有恒、板倉勝宣らとスキー登山を敢行するが、松尾峠にて遭難してしまう。三田は1人救援を求めて立山温泉への下山を強行するも、疲労によって幻影を見るほどであったとされ、結果的に板倉の死を看取った槇に温泉手前で追いつかれるという苦い経験をしている。
1924年の大学卒業後は実業界に入って、後に岩井産業シンガポール支店長や万邦産業取締役、三和興業常務などを歴任した。仕事による海外赴任が登山活動に資することが多く、後に海外登山のパイオニアとして評価されることになった。
1925年、槇有恒・早川種三らとともにアルバータ山への世界初登頂を果たす。インド赴任中の1931年、クル渓谷を探索する。また、現地で各国登山隊のヒマラヤ山脈登山への動きを知り、日本の登山隊の出遅れを憂いて祖国の人々に訴えている。なお、三田自身も1952年の第1次マナスル遠征隊隊長を務めているが、山頂目前で登頂断念を余儀なくされたものの、その後の日本人登山家によるヒマラヤ登山の動きに大きな影響を与えた。
1968年には日本山岳会11代会長を務めた。
著作に『わが登高行』・『山なみはるかに』・『山のガキ大将』などがある。